# Bahrun Naim
Bahrun Naim (Pekalongan, 6 de septiembre de 1983) es un terrorista e islamista indonesio, quién es uno de los líderes del grupo terrorista Estado Islámico. Se le considera ser el presunto autor intelectual de los Atentados de Yakarta de 2016.

## Nombres
Muhammad Bahrun Naim Anggih Tamtomo, también conocido como Bahrun Naim, y también simplemente como Na'im, Abu Rayyan o Abu Aishah.

## Contexto
Naim nació en Pekalongan el 6 de septiembre de 1983 y fue criado en Pasar Kliwon. Fue admitido en 2002 y se recibió un título en informática después de trabajar en un cibercafé como técnico en computación.

## Afiliación al estado islámico
A menudo Naim ha estado asociado con el líder de los Muyahidínes de Timor Oriental, Abu Wardah, quién ha jurado lealtad hacia el Estado Islámico. Naim ha sido conocido por las autoridades desde al menos durante las investigaciones sobre atentados en el año 2010, en Bekasi.  En aquel entonces, el Destacamento antiterrorista 88 había arrestado a un extranjero de la etnia uigur llamado Alli. El escuadrón buscó la residencia de Alli en la residenciar de Green Boulevard en Taman Harapan Indah, Bekasi, alrededor de las 16:30 p. m. del 23 de diciembre de 2010, pero no lograron hallar el pasaporte de Alli, pero si descubrieron una bomba suicida instalada en un chaleco, 533 balas de rifle de calibre de 7.62 cm, y 31 balas de 9 mm. Se cree que Naim está detrás de la financiación de ciudadanos extranjeros, así como también en algunos fondos a Indonesia para fabricar bombas.
Fue condenado a dos años y medio de cárcel por la Corte Estatal de Surakarta, bajo los cargos de violar la Ley N°12 de 1951, sobre la posesión de armas de fuego y explosivos. A mediados de octubre y noviembre de 2015, una cuenta de Facebook activa llamada ''Muhammad Bahrunnaim Anggih Tamtomo" distribuía activamente tutoriales sobre la fabricación de bombas y armas de fuego caseras. La dirección de la cuenta estuvo una vez vinculada al sitio web de otro radical, que incluía la fabricación de bombas más completas.
En 2014, Bahrun Naim viajó hacia Siria para unirse al Estado Islámico de Irak y el Levante (ISIS), y se cree que piensa continuar residiendo en ese país. Inicialmente, se había unido a un grupo leal a ISIS en Solo. En Siria, Bahrun creó un blog llamado bahrunnaim.co, y comenzó a escribir e interactuar con sus partidarios a través de los medios en línea.  En una de sus publicaciones, Bahrun relató sus experiencias de combate en Siria. Se llevó a su esposa y a sus dos hijos. Al momento y fecha de la publicación, su joven esposa estaba embarazada.

### Muerte
Bahrun Naim murió resultado de un bombardeo realizado por la Fuerza Aérea de los Estados Unidos, el 8 de junio de 2018, esto mientras conducía una motocicleta la localidad de Ash Shafa, Siria, dos años después de que las agencias de seguridad lo señalaran como objetivo prioritario. Según autoridades indonesias, la muerte de Naim fue un golpe importante al Estado Islámico en el sur de Asia, afectando en el reclutamiento de yihadistas tanto en Malaysia, como de toda la región.